# Gilbert Sardier
Jean Marie Luc Gilbert Sardier, dit Gilbert Sardier, né le 5 mai 1897  à Riom (Puy-de-Dôme), mort le 7 octobre 1976 à Clermont-Ferrand, est un aviateur français, as de la Première Guerre mondiale.

## Biographie

### Guerre de 1914-1918
Gilbert Sardier, 4e fils d'un avoué de Riom, montre durant son adolescence un tempérament très sportif en se distinguant dans diverses compétitions sportives et tout particulièrement dans le cyclisme. Il fait une partie de ses études à l'Institution Sainte-Marie de Riom, chez les pères Maristes, avec lesquels il restera toujours en lien. Âgé d'à peine 17 ans à la déclaration de guerre, il s'engage volontairement avec l'autorisation de son père le 7 septembre 1914 et sert au 5e régiment des chasseurs d'Afrique. Il est muté sur sa demande dans l'aviation à la fin de l'année 1915 et, après avoir suivi son cursus d'apprentissage dans les écoles de pilotage, va être affecté à l'escadrille N 77 au mois de septembre 1916. Il va s'y distinguer en y remportant 12 victoires aériennes homologuées, étant très lié avec le meilleur pilote de l'escadrille, l'as Maurice Boyau.
En juillet 1918, avec le grade de lieutenant, il est muté pour prendre le commandement de la SPA 48. À 21 ans, il est le plus jeune chef d'escadrille français. Il va terminer la guerre dans cette unité où il va remporter deux nouvelles victoires homologuées, portant son total à 14, et ayant reçu de nombreuses décorations :  la Légion d'honneur, la Médaille militaire, la Croix de guerre 1914-1918, ainsi que la Distinguished Service Cross et la Military Cross.

### Entre-deux-guerres: aviation civile
Après la guerre, poursuivant ses études de droit, il va exercer la profession d'agent d'assurances tout en restant un passionné de l'aviation. Il effectue en effet avec régularité ses périodes d'entraînement d'officier de réserve, mais va aussi s'impliquer dans l'aviation civile en fondant l'Aéroclub d'Auvergne qui s'installe sur l'aérodrome d'Aulnat, près de Clermont-Ferrand. Grâce aux usines Bréguet et Michelin, qui y font leurs essais d'avions, l'aérodrome d'Aulnat créé à cet usage en 1916 possède la première piste cimentée au monde. Gilbert Sardier, avec un autre pilote, Louis Chartoire, obtiennent le reclassement de l'aérodrome pour le service civil. Ils y forment de nombreux pilotes, dont Léna Bernstein et Michel Marias. L'aéroclub d'Auvergne porte aujourd'hui le nom de Gilbert Sardier.
Gilbert Sardier pratique le planeur en aéro-club et expérimente un modèle de planeur triplan.

### Seconde Guerre mondiale
Quand éclate la seconde guerre mondiale, il est mobilisé avec son grade de lieutenant-colonel de réserve et reçoit le commandement de la base d'Aulnat. Démobilisé après l'armistice, il soutient le régime de Vichy et devient un de ses notables en prenant la présidence de la section du Puy-de-Dôme de la Légion française des combattants, née de la fusion par le gouvernement de Vichy des unions de vétérans afin de soutenir son action et la collaboration avec l'occupant. Il sera pour cela décoré de la Francisque gallique no 1932. Devant la satellisation croissante du régime, il s'en détache peu à peu et aide la résistance[réf. nécessaire], ce qui lui vaut l'hostilité des ultras de la collaboration et tout particulièrement de la Milice.
Celle-ci lui tend un piège le 28 janvier 1944. Il va recevoir à son bureau de la légion des combattants une lettre de dénonciation anonyme, destinée à la Milice, qui fait état d’une cache d’armes de la résistance au bureau de poste de St Eloy. La Milice y fera effectivement une descente dans la journée même pour y saisir les armes et arrêter deux postiers. Cette affaire lui vaudra d’être arrêté à la libération : il est accusé d’avoir transmis la lettre à la Milice, ce qu’il nie, alors que sa secrétaire a fait une copie de la lettre et l’a transmise à la résistance. Il sera condamné le 8 février 1945 d’atteinte à la défense nationale par la cour de justice de Clermont-Ferrand à 3 ans de prison et à la dégradation nationale, malgré les témoignages de soutien venus de la résistance durant le procès. Il n’effectuera pas sa peine dans sa totalité, étant amnistié en novembre 1946, puis réintégré dans toutes ses décorations et grade de l’armée de l’air en 1953. Retrouvant la présidence de l’aéro-club d’Auvergne, il consacrera le reste de sa vie à sa passion du vol. Il est décédé le 7 octobre 1976 à Clermont-Ferrand. Il est enterré à Villars-les-Dombes.

## Décorations
- Commandeur de la Légion d'honneur (décret du 2 juillet 1931)[2] ; chevalier du 30 juin 1918[2]
- Médaille militaire[2]
- Croix de guerre 1914–1918[2] avec 11 palmes et 2 étoiles de vermeil[3]
- Croix des services militaires volontaires de 3e classe (arrêté du 21 juillet 1976)[2]
- Ordre de la Francisque no 1932
- Distinguished Service Cross (États-Unis)
- Croix militaire (Royaume-Uni)